# Zeeposthorentje
Het zeeposthorentje (Skeneopsis planorbis) is een slakkensoort uit de familie van de Skeneopsidae. De wetenschappelijke naam van de soort werd in 1780 voor het eerst geldig gepubliceerd door Otto Fabricius.